# Wesselényiho spiknutí
Wesselényiho spiknutí (ve slovenštině Vešeléniho sprisahanie, v maďarštině Wesselényi-összeesküvés) bylo protihabsburské hnutí v Uhrách v letech 1664–1670, organizované nejmocnějšími uherskými šlechtici, převážně katolickými a předtím loajálními. Příčinou byla snaha císaře Leopolda I. o prosazeni absolutistické vlády a jeho slabá protiturecká politika. V roce 1669 bylo spiknutí prozrazeno a následně tvrdě potrestáno.

## Historie

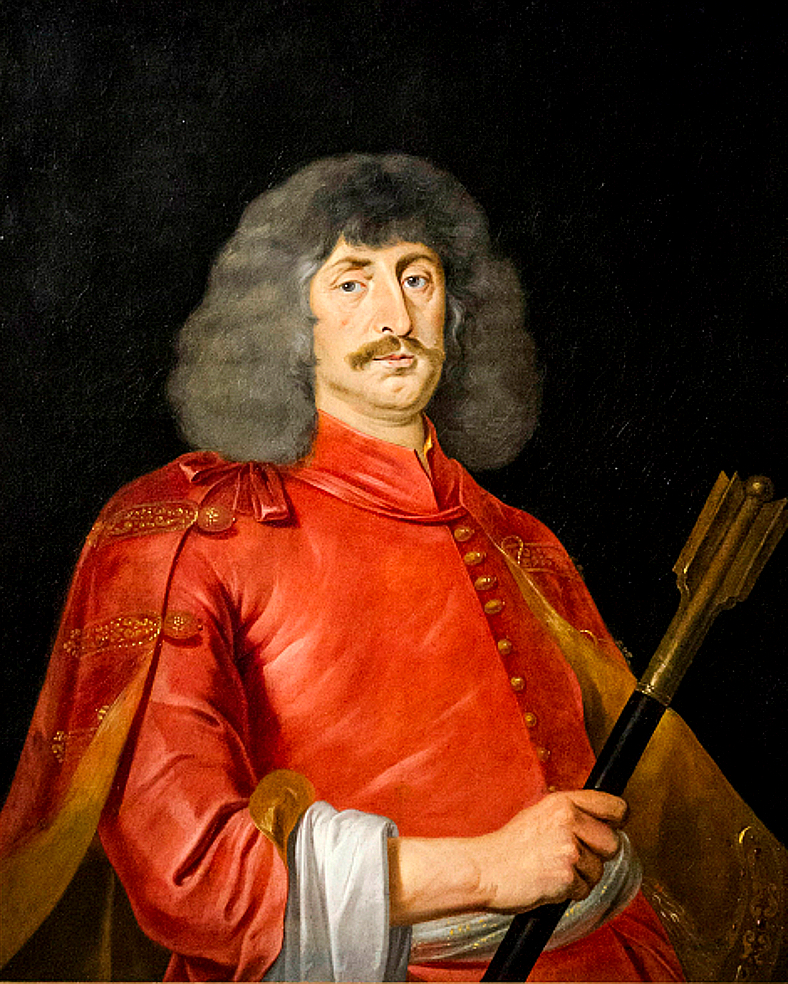
Mikuláš Zrinský

Vzápětí po ukončení třicetileté války o sobě dala vědět na jihovýchodě Evropy Osmanská říše. Poté, co se Leopold I. stal nejprve v roce 1655 uherským králem a v roce 1658 císařem Svaté říše římské, přestalo kolem roku 1660 hrát Sedmihradsko roli nárazníkového pásma mezi Osmanskou říší a impériem Habsburků. Turecká vojska pronikla v roce 1663 do Horních Uher a na Moravu. Rakousko-turecká válka v letech 1663–1664 sice skončila tureckou porážkou v bitvě u Mogersdorfu (v maďarštině u Szentgotthárdu), ale následně ve Vasváru uzavřený mír potvrdil historicky největší územní rozsah tureckého panství v Evropě.

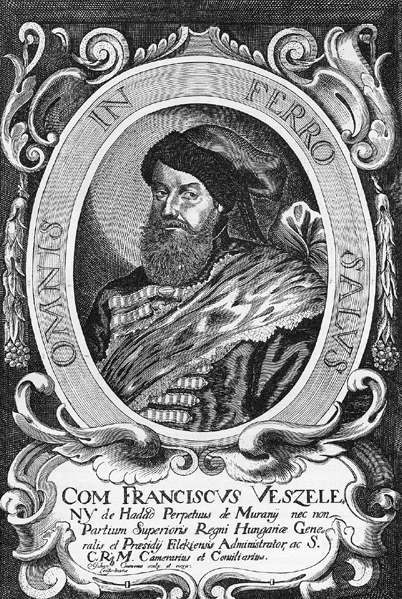
František Wesselényi, uherský palatin

Uherská šlechta považovala mírové podmínky za hanebné. Někteří její představitelé byli odhodláni obnovit svou dřívější stavovskou hegemonii a spojit se proti vládě, která podkopává politickou nezávislost země a náboženskou svobodu, především s Francií. 
Iniciátorem odboje byl Mikuláš Zrinský, pod jehož vedením jednání s francouzským králem Ludvíkem XIV. začala. Když 18. listopadu 1664 Zrinský zemřel, vedení se ujal František Wesselényi, tehdejší uherský palatin; podle něhož je celé spiknutí nazýváno. K předním účastníkům spiknutí patřil ostřihomský arcibiskup Jiří Lippay (ten však v roce 1666 také zemřel), Petr Zrinský (bratr Mikuláše), zemský soudce František Nádásdy a František Kryštof Frankopan. V roce 1666 se k Wesselényiho spiknutí připojil i sedmihradský kníže František I. Rákóczi.
Po smrti Františka Wesselényiho v březnu 1667 se stal vůdcem spiklenců chorvatský bán Petr Zrinský. Hledání opory u francouzského krále a také u turecké vlády, kterou spiklenci považovali za tolerantnější, se ukázalo jako osudné: během neúspěšných jednání byly v roce 1669 jejich úmysly odhaleny. Císařská armáda pod velením generála Jana Šporka obsadila většinu významných hornouherských hradů a v Levoči a v Bratislavě (Prešpurku) byla zahájena soudní řízení s účastníky spiknutí.

### Odplata

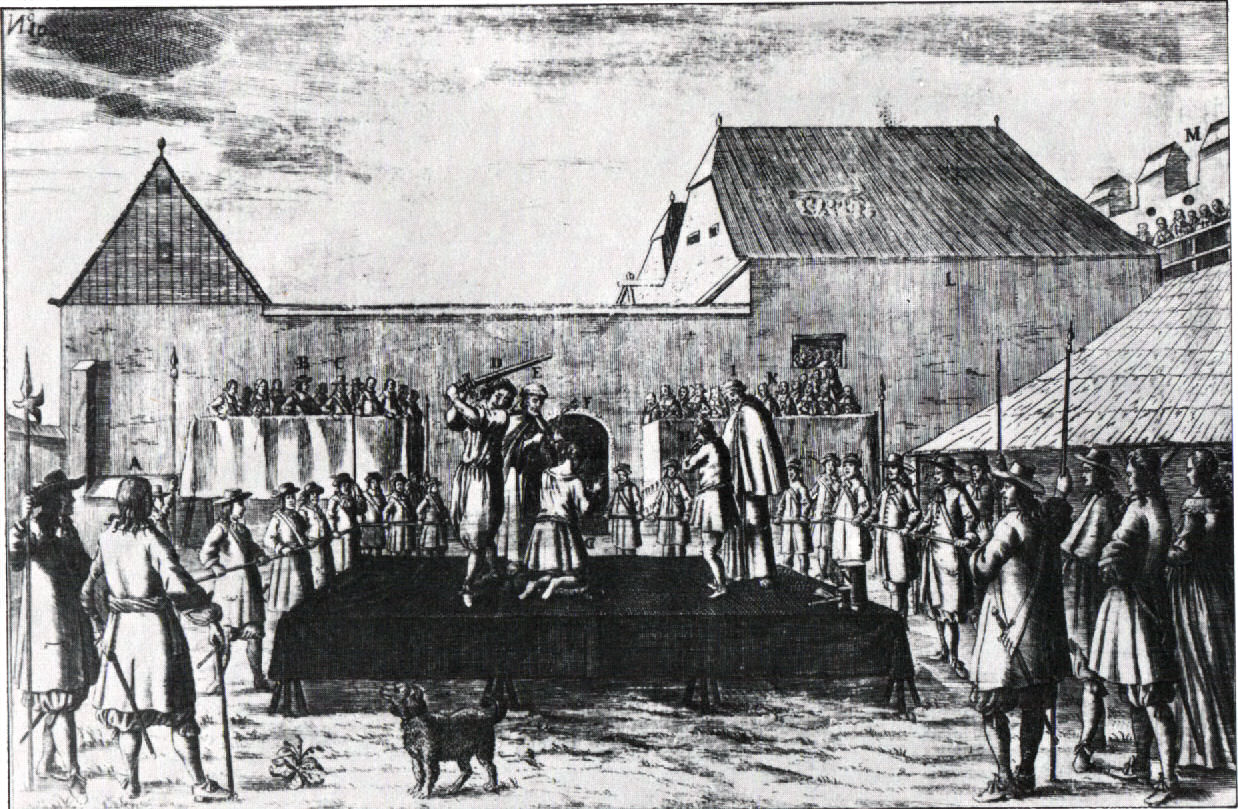
Poprava Zrinského a Kryštofa Frankopana ve Vídni

V letech 1670–1671 bylo zvláštním soudním tribunálem pod předsednictvím hraběte Jana Rottala vyslýcháno téměř 2000 šlechticů a měšťanů. Většina byla propuštěna, ale přibližně třem stům z nich byl zkonfiskován majetek. Vůdcové spiknutí Petr Zrinský, František Nádásdy a František Kryštof Frankopan byli 30. dubna 1671 ve Vídni popraveni.
Rákoczimu se podařilo – i díky jeho matce Žofii Báthoryové a přímluvě jezuitů za zásluhy o podporu katolicismu – dosáhnout po zaplacení pokuty 400 tisíc zlatých propuštění.
Důsledkem neúspěšného Wesselényiho spiknutí bylo kromě konfiskací a dalších represálií především zesílení absolutistické vlády Habsburků v Uhrách, spojené i s rekatolizací. To ale následně vedlo po roce 1672 k formování kuruckých oddílů a k novému protihabsburskému povstání uherské šlechty, vedenému v letech 1678–1687 Imrichem Tökölym.